# Кашина Валацета (Новара)
Кашина Валацета је насеље у Италији у округу Новара, региону Пијемонт.
Према процени из 2011. у насељу је живело 14 становника. Насеље се налази на надморској висини од 314 м.